# Polynom
Ein Polynom ist ein algebraischer Term, der sich als Summe von Vielfachen von Potenzen einer Variablen bzw. Unbestimmten darstellen lässt:
{\displaystyle P(x)=a_{0}+a_{1}x+a_{2}x^{2}+\dotsb +a_{n}x^{n},\quad n\in \mathbb {N} _{0}}
oder kurz mit dem Summenzeichen:
{\displaystyle P(x)=\sum _{i=0}^{n}a_{i}x^{i},\quad n\in \mathbb {N} _{0}.}
Dabei ist {\displaystyle \textstyle \sum } das Summenzeichen, die Zahlen {\displaystyle a_{i}} sind die Koeffizienten (das können beispielsweise reelle Zahlen oder allgemeiner Elemente aus einem beliebigen Ring sein) und {\displaystyle x} ist die Unbestimmte.
Exponenten der Potenzen sind natürliche Zahlen. Die Summe ist außerdem stets endlich. Unendliche Summen von Vielfachen von Potenzen mit natürlichzahligen Exponenten einer Unbestimmten heißen formale Potenzreihen.
Für Mathematik und Physik gibt es einige wichtige spezielle Polynome.
In der elementaren Algebra identifiziert man diesen Ausdruck mit einer Funktion in {\displaystyle x} (einer Polynomfunktion). In der abstrakten Algebra unterscheidet man streng zwischen einer Polynomfunktion und einem Polynom als Element eines Polynomrings. In der Schulmathematik wird eine Polynomfunktion oft auch als ganzrationale Funktion bezeichnet.
Dieser Artikel erklärt außerdem die mathematischen Begriffe: Leitkoeffizient, Normieren eines Polynoms und Absolutglied.

## Etymologie
Das Wort Polynom bedeutet so viel wie „mehrnamig“. Es entstammt dem griech. πολύ polý „viel“ und όνομα onoma „Name“. Diese Bezeichnung geht zurück bis auf Euklids Elemente. In Buch X nennt er eine zweigliedrige Summe {\displaystyle a+b} ἐκ δύο ὀνομάτων (ek dýo onomátōn): „aus zwei Namen (bestehend)“. Die Bezeichnung Polynom geht auf Viëta zurück: In seiner Isagoge (1591) verwendet er den Ausdruck polynomia magnitudo für eine mehrgliedrige Größe.

## Polynome in der elementaren Algebra

Graph einer Polynomfunktion 5. Grades

Im Gegensatz zur abstrakten Algebra werden Polynome in der elementaren Algebra als Funktionen aufgefasst. Daher wird in diesem Abschnitt der Begriff Polynomfunktion anstatt Polynom verwendet.

### Definition
In der elementaren Algebra ist eine Polynomfunktion eine Funktion {\displaystyle P}, die durch einen Ausdruck der Form
{\displaystyle P(x)=\sum _{i=0}^{n}a_{i}x^{i}=a_{0}+a_{1}x+a_{2}x^{2}+\dotsb +a_{n-1}x^{n-1}+a_{n}x^{n}}
mit {\displaystyle n\in \mathbb {N} _{0}} gegeben ist, wobei als Definitionsbereich jede beliebige {\displaystyle R}-Algebra in Frage kommt, wenn {\displaystyle R} der Wertebereich der Koeffizienten ist (siehe unten). Häufig ist dieser jedoch die Menge der ganzen, der reellen oder der komplexen Zahlen. Die {\displaystyle a_{i}} stammen aus einem Ring {\displaystyle R}, zum Beispiel einem Körper oder einem Restklassenring, und werden Koeffizienten genannt.
- Alle Exponenten sind natürliche Zahlen.

- Als Grad des Polynoms wird der höchste Exponent {\displaystyle i\in \{0,\ldots ,n\}} bezeichnet, für den der Koeffizient {\displaystyle a_{i}} des Monoms {\displaystyle a_{i}x^{i}} nicht null ist. Dieser Koeffizient heißt Leitkoeffizient (auch: führender Koeffizient). (Die Schreibweise {\displaystyle \deg f} für den Grad des Polynoms {\displaystyle f} ist vom englischen Begriff degree abgeleitet. In der deutschsprachigen Literatur findet sich häufig auch die aus dem Deutschen kommende Schreibweise {\displaystyle \mathrm {grad} \,f} oder {\displaystyle \mathrm {Grad} \,f}.)
- Das reverse Polynom zu {\displaystyle \textstyle P(x)=\sum _{i=0}^{n}a_{i}x^{i};\;a_{0},a_{n}\neq 0} ist {\displaystyle \textstyle P_{\text{rev}}(x)=\sum _{i=0}^{n}a_{n-i}x^{i}=a_{n}+a_{n-1}x+a_{n-2}x^{2}+\dotsb +a_{1}x^{n-1}+a_{0}x^{n}}.[2]
- Die Menge aller reellen Polynomfunktionen beliebigen (aber endlichen) Grades ist ein Vektorraum, der sich nicht offensichtlich mittels geometrischer Vorstellungen veranschaulichen lässt.
- Für das Nullpolynom, bei dem alle {\displaystyle a_{i}} Null sind, wird der Grad als {\displaystyle -\infty } definiert.[3]
- Ist der Leitkoeffizient 1, dann heißt das Polynom normiert oder auch monisch.
- Sind die Koeffizienten teilerfremd, bzw. ist der Inhalt 1, dann heißt das Polynom primitiv.

Der Koeffizient {\displaystyle a_{0}} heißt Absolutglied. {\displaystyle a_{1}x} wird als lineares Glied bezeichnet, {\displaystyle a_{2}x^{2}} als quadratisches Glied und {\displaystyle a_{3}x^{3}} als kubisches.

### Einfaches Beispiel
Durch
{\displaystyle P(x):=9x^{3}+x^{2}+7x-3{,}8}
ist ein Polynom dritten Grades gegeben (der höchste vorkommende Exponent ist {\displaystyle 3}). In diesem Beispiel ist {\displaystyle 9} der Leitkoeffizient (als Faktor vor der höchsten Potenz von {\displaystyle x}), die weiteren Koeffizienten lauten {\displaystyle 1,7} und {\displaystyle -3{,}8.}

### Bezeichnung spezieller Polynomfunktionen
Polynome des Grades
- 0 werden konstante Funktionen genannt (z. B. {\displaystyle P(x)=-1}).
- 1 werden lineare Funktionen oder genauer affin lineare Funktionen genannt (z. B. {\displaystyle P(x)=3x+5}).
- 2 werden quadratische Funktionen genannt (z. B. {\displaystyle P(x)=-3x^{2}-4x+1}).
- 3 werden kubische Funktionen genannt (z. B. {\displaystyle P(x)=4x^{3}-2x^{2}+7x+2}).
- 4 werden quartische Funktionen genannt (z. B. {\displaystyle P(x)=6x^{4}-x^{3}+4x^{2}+2x+2}).

### Nullstellen
Als Nullstellen einer Polynomfunktion oder Wurzeln bzw. Lösungen einer Polynomgleichung werden jene Werte von {\displaystyle x} bezeichnet, für die der Funktionswert {\displaystyle P(x)} null ist, das heißt, die die Gleichung {\displaystyle P(x)=0} erfüllen. Eine Polynomfunktion über einem Körper (oder allgemeiner einem Integritätsring) hat stets höchstens so viele Nullstellen, wie sein Grad angibt.
Weiterhin besagt der Fundamentalsatz der Algebra, dass eine komplexe Polynomfunktion (das heißt eine Polynomfunktion mit komplexen Koeffizienten) vom Grad {\displaystyle n\geq 1} mindestens eine komplexe Nullstelle hat (reiner Existenzsatz). Dann gibt es genau {\displaystyle n} Nullstellen (Polynomdivision), wenn die Nullstellen entsprechend ihrer Vielfachheit gezählt werden. So ist beispielsweise die Nullstelle {\displaystyle x=2} der Polynomfunktion {\displaystyle (x-2)^{2}} eine doppelte. Im Ergebnis lässt sich jede komplexe Polynomfunktion positiven Grades in ein Produkt von Linearfaktoren zerlegen. Allgemein kann man zu jedem Körper {\displaystyle K} eine algebraische Körpererweiterung {\displaystyle L} finden, in der alle Polynome positiven Grades mit Koeffizienten in {\displaystyle K} als Polynome über {\displaystyle L} in Linearfaktoren zerfallen. In diesem Fall nennt man {\displaystyle L} den algebraischen Abschluss von {\displaystyle K}.
Die Nullstellen von Polynomen ersten, zweiten, dritten und vierten Grades lassen sich mit Formeln exakt berechnen (zum Beispiel durch die pq-Formel für quadratische Gleichungen), dagegen lassen sich Polynomfunktionen höheren Grades nur in Spezialfällen mit Hilfe von Wurzelzeichen exakt faktorisieren. Dies ist die Aussage des Satzes von Abel-Ruffini.

## Polynome in der abstrakten Algebra

### Definition
In der abstrakten Algebra definiert man ein Polynom als ein Element eines Polynomringes {\displaystyle R[X]}. Dieser wiederum ist die Erweiterung des Koeffizientenringes {\displaystyle R} durch ein unbestimmtes, (algebraisch) freies Element {\displaystyle X}. Damit enthält {\displaystyle R[X]} die Potenzen {\displaystyle X^{n}} ({\displaystyle n\in \mathbb {N} }) und deren Linearkombinationen {\displaystyle \textstyle a_{0}+\sum _{k=1}^{n}a_{k}X^{k}} mit {\displaystyle a_{k}\in R}. Dies sind auch schon alle Elemente, d. h., jedes Polynom ist eindeutig durch die Folge
{\displaystyle (a_{0},a_{1},\dots ,a_{n},0,0,\dots )\in R\times R\times R\times \dots }
seiner Koeffizienten charakterisiert.

### Konstruktion
Umgekehrt kann ein Modell des Polynomrings {\displaystyle R[X]} durch die Menge der endlichen Folgen in {\displaystyle R\times R\times R\times \dots } konstruiert werden. Dazu wird auf {\displaystyle R[X]} eine Addition „{\displaystyle +}“ als gliedweise Summe der Folgen und eine Multiplikation „{\displaystyle \cdot }“ durch Faltung der Folgen definiert. Ist also {\displaystyle a=(a_{n})_{n\in \mathbb {N} _{0}}} und {\displaystyle b=(b_{n})_{n\in \mathbb {N} _{0}}}, so ist
{\displaystyle a+b:=(a_{n}+b_{n})_{n\in \mathbb {N} _{0}}}
und
{\displaystyle a\cdot b:=\left(\sum _{i=0}^{n}a_{i}b_{n-i}\right)_{n\in \mathbb {N} _{0}}=\left(\sum _{i+j=n}a_{i}b_{j}\right)_{n\in \mathbb {N} _{0}},}
{\displaystyle R[X]} mit diesen Verknüpfungen ist nun selbst ein kommutativer Ring, der Polynomring (in einer Unbestimmten) über {\displaystyle R}.
Identifiziert man die Unbestimmte als Folge {\displaystyle X:=(0,1,0,0,\dotsc )}, so dass {\displaystyle X^{2}=X\cdot X=(0,0,1,0,0,\dotsc )}, {\displaystyle X^{3}=X^{2}\cdot X=(0,0,0,1,0,0,\dotsc )} etc., so kann jede Folge {\displaystyle (a_{0},a_{1},a_{2},\dotsc )\in R[X]} wieder im intuitiven Sinne als Polynom dargestellt werden als
{\displaystyle (a_{0},a_{1},a_{2},\dotsc )=a_{0}+a_{1}\cdot X+a_{2}\cdot X^{2}+\dotsb =a_{0}+\sum _{n\in \mathbb {N} _{>0}}a_{n}\cdot X^{n}.}

### Zusammenhang mit der analytischen Definition
Bedenkt man nun, dass nach der Voraussetzung eine natürliche Zahl {\displaystyle n\in \mathbb {N} _{0}} existiert, so dass {\displaystyle a_{i}=0} für alle {\displaystyle i>n} gilt, so lässt sich nach den obigen Überlegungen jedes Polynom {\displaystyle f\in R[X]} über einem kommutativen unitären Ring eindeutig schreiben als {\displaystyle f=a_{0}+a_{1}\cdot X+\dotsb +a_{n}\cdot X^{n}}. Dabei ist {\displaystyle f} jedoch keine Funktion wie in der Analysis oder elementaren Algebra, sondern eine unendliche Folge (ein Element des Ringes {\displaystyle R[X]}) und {\displaystyle X} ist keine „Unbekannte“, sondern die Folge {\displaystyle (0,1,0,0,\dotsc )}. Man kann jedoch {\displaystyle f} als „Muster“ benutzen, um danach eine Polynomfunktion (d. h. ein Polynom im gewöhnlichen analytischen Sinne) zu bilden. Dazu benutzt man den sogenannten Einsetzungshomomorphismus.
Man sollte allerdings beachten, dass verschiedene Polynome dieselbe Polynomfunktion induzieren können. Ist beispielsweise {\displaystyle R} der Restklassenring {\displaystyle \mathbb {Z} /3\mathbb {Z} =\{{\bar {0}},{\bar {1}},{\bar {2}}\}}, so induzieren die Polynome {\displaystyle f,g\in (\mathbb {Z} /3\mathbb {Z} )[X]}
{\displaystyle f=X(X-{\bar {1}})(X-{\bar {2}})=X^{3}-{\bar {3}}X^{2}+{\bar {2}}X=X^{3}-X}
und
das Nullpolynom {\displaystyle g=0}
beide die Nullabbildung {\displaystyle 0\in \operatorname {Abb} \left(\mathbb {Z} /3\mathbb {Z} ,\mathbb {Z} /3\mathbb {Z} \right)}, das heißt: {\displaystyle f(x)=g(x)={\bar {0}}=0(x)} für alle {\displaystyle x\in \mathbb {Z} /3\mathbb {Z} .}
Für Polynome über den reellen oder ganzen Zahlen oder allgemein jedem unendlichen Integritätsring ist ein Polynom jedoch durch die induzierte Polynomfunktion bestimmt.
Auch die Menge der Polynomfunktionen mit Werten in {\displaystyle R} bildet einen Ring (Unterring des Funktionenrings), der jedoch nur selten betrachtet wird. Es gibt einen natürlichen Ring-Homomorphismus von {\displaystyle R[X]} in den Ring der Polynomfunktionen, dessen Kern die Menge der Polynome ist, die die Nullfunktion induzieren.

## Verallgemeinerungen

### Polynome in mehreren Unbestimmten
Allgemein versteht man jede Summe von Monomen der Form {\displaystyle a_{i_{1},\dotsc ,i_{n}}X_{1}^{i_{1}}\dotsm X_{n}^{i_{n}}} als multivariates Polynom (in mehreren Unbestimmten):
{\displaystyle P(X_{1},\dotsc ,X_{n})=\sum _{i_{1},\dotsc ,i_{n}}a_{i_{1},\dotsc ,i_{n}}X_{1}^{i_{1}}\dotsm X_{n}^{i_{n}}}
Lies: „Groß-p von Groß-x-1 bis Groß-x-n (ist) gleich die Summe über alle i-1 bis i-n von a-i-1-bis-i-n mal Groß-x-1 hoch i-1 bis Groß-x-n hoch i-n“
Durch eine Monomordnung ist es möglich, die Monome in einem solchen Polynom anzuordnen und dadurch Begriffe wie Leitkoeffizient zu verallgemeinern.
Die Größe {\displaystyle i_{1}+\dotsb +i_{n}} heißt der Totalgrad eines Monoms {\displaystyle X_{1}^{i_{1}}\dotsm X_{n}^{i_{n}}}. Haben alle (nichtverschwindenden) Monome in einem Polynom denselben Totalgrad, so heißt es homogen. Der maximale Totalgrad aller nichtverschwindenden Monome ist der Grad des Polynoms.
Die maximale Anzahl der möglichen Monome eines bestimmten Grades ist
{\displaystyle {\binom {n+k-1}{k}},}
Lies: „n + k − 1 über k“ oder „k aus n + k − 1“
wobei {\displaystyle n} die Anzahl der vorkommenden Unbestimmten und {\displaystyle k} der Grad ist. Anschaulich wird hier ein Problem von Kombinationen mit Wiederholung (Zurücklegen) betrachtet.
Summiert man die Anzahl der möglichen Monome des Grades {\displaystyle 0} bis {\displaystyle k}, erhält man für die Anzahl der möglichen Monome in einem Polynom bestimmten Grades:
{\displaystyle {\binom {n+k}{k}}}
Lies: „n + k über k“ oder „k aus n + k“
Sind alle Unbestimmten in gewisser Weise „gleichberechtigt“, so heißt das Polynom symmetrisch. Gemeint ist, dass das Polynom sich bei Vertauschungen der Unbestimmten nicht ändert.
Auch die Polynome in den {\displaystyle n} Unbestimmten {\displaystyle X_{1},\dotsc ,X_{n}}über dem Ring {\displaystyle R} bilden einen Polynomring, geschrieben als {\displaystyle R[X_{1},\dotsc ,X_{n}]}.

### Formale Potenzreihen
Geht man zu unendlichen Reihen der Form
{\displaystyle f=\sum _{i=0}^{\infty }a_{i}X^{i}}
Lies: „f (ist) gleich die Summe von i gleich Null bis Unendlich von a-i (mal) (Groß-) x hoch i“
über, erhält man formale Potenzreihen.

### Laurent-Polynome und Laurent-Reihen
Lässt man auch in einem Polynom auch negative Exponenten zu, so erhält man ein Laurent-Polynom. Entsprechend zu den formalen Potenzreihen können auch formale Laurent-Reihen betrachtet werden. Es handelt sich dabei um Objekte der Form
{\displaystyle f=\sum _{i=-N}^{\infty }a_{i}X^{i}.}
Lies: „f (ist) gleich die Summe von i gleich minus (Groß-) n bis Unendlich von a-i (mal) (Groß-) x hoch i“

### Posynomialfunktionen
Lässt man mehrere Variablen und beliebige reelle Potenzen zu, so erhält man den Begriff der Posynomialfunktion.